# Jean-Philippe Durand
Jean-Philippe Durand (Lyon, 1960. november 11. –) francia válogatott labdarúgó.

## Pályafutása

### Klubcsapatban
Lyonban született. 1981 és 1989 között a Toulouse, 1989 és 1991 között a Girondins Bordeaux csapatában játszott. 1991 és 1997 között az Olympique Marseille játékosa volt, melynek színeiben 1992-ben francia bajnoki címet szerzett, egy évvel később, 1993-ban pedig megnyerte az első ízben megrendezett UEFA-bajnokok ligáját.

### A válogatottban
1988 és 1992 között 26 alkalommal szerepelt a francia válogatottban. Részt vett az 1992-es Európa-bajnokságon. 

## Sikerei, díjai
Olympique Marseille
- Francia bajnok (1): 1991–92
- UEFA-bajnokok ligája (1): 1992–93
- Francia másodosztályú bajnok (1): 1994–95

## Külső hivatkozások
- Jean-Philippe Durand adatlapja a National-Football-Teams.com oldalon (angolul)

- Jean-Philippe Durand (angol, francia, spanyol nyelven). FootballDatabase.eu
- Jean-Philippe Durand (angol nyelven). eu-football.info
- Jean-Philippe Durand (német nyelven). kicker.de
- Jean-Philippe Durand adatlapja a worldfootball.net oldalon (angolul)